# Ichthyodes neopommeriana
Ichthyodes neopommeriana là một loài bọ cánh cứng trong họ Cerambycidae.